# Öndörshil (Dundgovi)
Le sum de Öndörshil (mongol : ᠥᠨᠳᠦᠷᠰᠢᠯᠢ
ᠰᠤᠮᠤ, cyrillique : Өндөршил сум, MNS : Öndörshil sum) est situé dans l'aïmag (ligue) de Dundgovi, en Mongolie. Sa population était de 1 616 habitants en 2007.